# 円城寺健悠
円城寺 健悠（えんじょうじ けんゆう、2001年〈平成13年〉2月7日 - ）は、株式会社とっぺん 文化財事業部 アーキビストとして、歴史資料や文化財の調査･研究支援、デジタルアーカイブ、博物館や資料館等における展示企画･制作など、アーカイブズや文化財の保存･活用事業に関わっている。地域アーカイブズの保存と活用に関する研究、別府の歴史やアーカイブズを伝え残す活動(展示･執筆･講演･ツアー)をしている。専門はアーカイブズ学。修士（文学）。

## 来歴 / 人物
• 2001年2月7日、佐賀県佐賀市出身
• 2006年10月、白鬚神社の田楽に出演（2014年1月まで）
• 2011年8月、ローダイへ短期留学
• 2019年3月、佐賀県立小城高等学校卒業、在学時は野球部に所属
• 2020年10月、ONE BEPPU DREAM AWARD 2020起業・創業部門 ファイナリスト・サポーター賞を受賞
• 2021年11月、中津市歴史博物館 中津市アーカイブズ講座 実習生（2024年8月まで）
• 2022年8月、NPO法人別府温泉地球博物館 研究員
• 同年11月、大分県公文書館実習生（2024年12月まで）
• 同年12月、地獄温泉ミュージアム展示解説員
• 2023年3月、別府大学 文学部 史学･文化財学科 日本史･アーカイブズコース 文書館専門職(アーキビスト)養成課程 卒業
• 同年4月、別府大学大学院 文学研究科 史学･文化財学専攻 アーカイブズ学領域 博士前期課程 入学
• 同年9月、天草市立天草アーカイブズ地域史料調査協力員
• 2024年2月、国文学研究資料館アーカイブズ･カレッジ(短期コース)修了

## 出演 / 掲載

### テレビ
- じもっと！OITA（2020年6月11日[23]・2021年7月19日[24]・10月30日[25]、大分朝日放送）
- わくわくとんぼテレビ（2020年6月12日[26]、9月25日[27]、10月6日[28]、2021年2月8日[29]、5月19日[30]、CTBメディア）
- ゆ～わくワイド&News（2020年11月4日、テレビ大分）[31]
- いろどりOITA（2020年12月10日、NHK大分）[32]
- ひるまえとんぼテレビ（2020年12月22日・12月29日、CTBメディア）[33]
- ぱんどら2（2021年2月27日、大分放送）[34][35]
- サタデーパレット（2021年4月30日・10月9日、テレビ大分）[36]
- 美しい日本に出会う旅（2021年11月18日、BS-TBS）[37]
- 窓をあけて九州（2022年7月10日、大分放送・RKB毎日放送・長崎放送・熊本放送・宮崎放送・南日本放送）[38][39]
- いいいじゅー!!（2023年11月7日、NHK総合）[40]

### ラジオ
- 情熱ライブ！Voice（2020年11月25日、2021年7月31日、2025年1月23日、大分放送）[32]
- 瀬戸内の風PODCAST（2024年5月16日、Spotify）[41]

### 新聞
- 『鉄輪の記憶 写真展』（2020年6月12日、今日新聞）[42]
- 『前田温泉「守りたい」』（2020年11月22日、大分合同新聞）[43]
- 『別府市の歴史を掘り起こし観光資源化』（2021年1月1日、大分合同新聞）[44]
- 『泉都の過去と現在比べて』（2021年1月3日、大分合同新聞）[44]
- 『大別府“比”ストーリー』（2021年1月3日、今日新聞）[40]
- 『VR使った泉都の“時間旅行”目指す』（2021年1月5日、大分合同新聞）[40]
- 『来月「湯治男子」の寮オープン』（2021年2月19日、大分合同新聞）[40]
- 『「温泉文化守るのは若者｣ 別府大でシンポジウム』（2021年2月20日、大分合同新聞）[43]
- 『泉都の歴史 冊子で振り返る』（2021年7月4日、大分合同新聞）　[44]
- 『歴史的な背景を伝える 17日から亀川アーカイブ展示会』（2021年7月13日、今日新聞）[40]
- 大分県版『きらり人』「別府の歴史を紹介する大学生」（2021年9月20日、読売新聞）[40]
- 『文化 歴史感じる｢湯けむり文具函｣』（2021年10月3日、大分合同新聞）[40]

### Web記事
- 『別府大生が別府市の鉄輪温泉で写真展。湯治場の移り変わり伝える』（2020年6月12日、大分経済新聞）[45][46][47]
- 『別府大生が「前田温泉」存続に一助「いい風呂の日」は学生無料&どら焼き配布』（2020年11月24日、大分経済新聞）[48]
- 『別府の古い写真や絵葉書を発掘し後世に残すための活動する大学生「円城寺健悠」さんに注目！集めた素材をデータ化・保存・活用する″別府伝道師″』（2021年1月19日、かぼすネット）[49]
- 『別府市の学生らが「鉄輪温泉展」写真、イラスト、キャンドルなど週替わりで展示』（2021年2月3日、大分経済新聞）[50]
- 『別府市鉄輪温泉に「湯治男子」シェアハウス「心を見つめ直すきっかけに」』（2021年2月18日、大分経済新聞）[51]
- 『イノベーター湯 Vol.30　円城寺 健悠 さん（アーキビスト）』（2021年3月2日、B-bizジャーナル）[5]
- 『BEPPU ARCHIVIST ENJOJI』（2021年3月20日、別府温泉ルートハチハチ）[52]
- 『別府の学生2人が郷土の魅力探る小冊子発行　アーカイブ写真と取材で過去と今つなぐ』（2021年6月17日、大分経済新聞）[53]
- 『別府市亀川の歴史たどるアーカイブ展 地域新聞資料13点をパネルに』（2021年7月23日、大分経済新聞）[54]

### 雑誌
- 別府大学広報誌『B-news』（2020年10月25日、別府大学）[40]
- 『イマを紡ぐ,Imagine １』（2020年11月1日、橋本明音）[55]
- 月刊・シティ情報おおいた（2020年11月25日、おおいたインフォメーションハウス）[40]
- 『湯治ぐらしマガジン』（2021年4月1日、橋本明音）[40]

## 活動

### 展示
- 『「鉄輪の記憶」写真展』（2020年6月4日－6月30日、スクランブルベップ、来場者150名）[45][46][47]
- ベップアートマンス2020『大別府“比”ストーリー』（2020年12月12日－2021年1月31日、笑time、来場者320名）[49]
- 共催『紡ぐ、鉄輪展。』「〇」（2021年2月1日－2月7日、スクランブルベップ、来場者220名）[50]
- 『亀川アーカイブ展』（2021年7月17日－7月30日、堀文、来場者400名）[54]
- ベップアートマンス2021『紡ぎ 繋ぎ 残す』（2021年11月20日－2022年1月23日、明石文昭堂）[56]
- 常設展示『ベップ歴史の部屋』（2023年4月20日－現在、Space Beppu）[57]
- 展覧会『BLOCK PARTY VOL.2』（2023年9月17日、別府市公会堂）[58]
- 展覧会『BLOCK PARTY VOL.3』（2024年9月17日、ビーコンプラザ）[58]

### 講演
- 別府100人カイギvol.4（2020年12月16日、オンライン）[59]
- 別府大学公開授業｢温泉学概論 第15回目」（2021年1月21日、別府大学）[60]
- 地域カンファレンス in 別府（2021年8月5日、別府市公会堂）[61]
- 令和3年別府市オンライン成人式｢トークセッション｣（2021年8月14日、別府市公会堂）[62]
- レキシnight『大分県別府市上野口の歴史』（2021年10月13日、別府市コミュニティーセンター｢芝居の湯｣）[63]
- 事業構想BAR｢大分県別府市におけるアーカイブズ事業の構想～歴史的な視点からビジネスモデルを考える。｣（2021年10月27日、事業構想大学院大学）[64]
- 地獄温泉ミュージアム｢明日、誰かに話したくなる温泉トリビア～別府･地獄～｣（2022年6月8日、インスタライブ）[65]
- 変人会「人類、皆変人。｣（2022年6月11日、SEKIYA．so）[66]
- 別府大学1年生必修科目｢キャリア教育Ⅰ｣（2022年6月25日・2023年4月23日、別府大学）[67]
- レキシnight『大分県別府市海門寺の歴史』(2022年7月15日、海門寺温泉）[68]
- 第7回温泉学講座 in Kannawa｢鉄輪の記憶ー時空の旅ー｣ （2022年10月8日、熱の湯）[69]
- 別府市民･学生大同総会 2022 ｢アーカイブズから紐解く別府モダンヒストリー｣ （2022年11月6日、不老泉）[70]
- レキシnight 『大分県別府市中央町の歴史』（2022年11月29日、不老泉）[71]
- レキシnight『大分県別府市浜脇の歴史』（2023年3月9日、浜脇温泉）[72]
- べっぷ歴史トーク『別府大仏と大仏温泉―日本最大の大仏は、なぜ別府から姿を消したのか？―』（2024年7月27日、Space Beppu）[57]
- べっぷ歴史トーク『湯の花ができるまで―明礬地区の風土に迫る―』（2024年8月24日、Space Beppu）[57]
- 国文学研究資料館シンポジウム『地域資料の所在把握･救出･自治体史編纂･活用』（2024年11月17日、長野県立歴史館）[73]
- べっぷ歴史トーク『100年前の別府とは？―温泉観光都市の裏側に迫る―』（2024年11月30日、Space Beppu）[57]
- べっぷ歴史トーク『別府温泉観光史を振り返る』（2024年12月28日、Space Beppu）[57]

### 執筆
- 『鉄輪俳句筒 湯けむり散歩』－「鉄輪の記憶 写真展を振り返って」（2020年11月11日、鉄輪愛酎会）[74]
- 共著『時間旅行マガジン Terminal.1』（2021年6月1日、共著・紺野ひいろ、時間旅行マガジン）[53]
- 『e-温泉マイスター「前田温泉｣』（2021年7月6日、温泉マイスター協会）[75]
- 「湯けむり手帖」歴史紹介文、年表、絵葉書解説－『湯けむり文具函』（2021年－2022年、明石文昭堂）[56]
- 『温泉マイスターおすすめの温泉 海門寺温泉「別府市営温泉シリーズNo.2～海門寺温泉と海門寺界隈の歴史的背景～」』（2022年8月3日、温泉マイスター協会）[75]
- 『はじまり』－取材協力&資料提供（2023年9月24日、HAJIMARI Beppu）[76]
- 「History of Beppu」（2023年9月25日－現在、地獄温泉ミュージアム）[77]
- 別府市制100周年記念市民公募事業(前期)『別府発掘オリジナル冊子』（2024年9月28日、時間旅行マガジン）[78]

### ツアー
- 歴史ツアー「楠銀天街→松原公園→浜脇｣（2023年10月29日、Space Beppu）[57]

- 歴史ツアー「楠銀天街･北浜散策｣（2024年3月23日、Space Beppu）[57]
- 歴史ツアー「浜脇エリア①｣（2024年4月27日、Space Beppu）[57]

- 歴史ツアー「浜脇エリア②｣（2024年5月25日、Space Beppu）[57]
- 歴史ツアー「浜脇エリア③｣（2024年6月29日、Space Beppu）[57]
- 別府市制100周年記念市民公募事業(前期)｢Time Travel Tour｣（2024年9月28日･29日･10月19日･20日･26日･27日、時間旅行マガジン）[78]